# Gádor
Gádor es un municipio y localidad española de la provincia de Almería, en la comunidad autónoma de Andalucía. El término municipal, ubicado en el área metropolitana de Almería, tiene una población de 3067 habitantes (INE 2024).

## Geografía

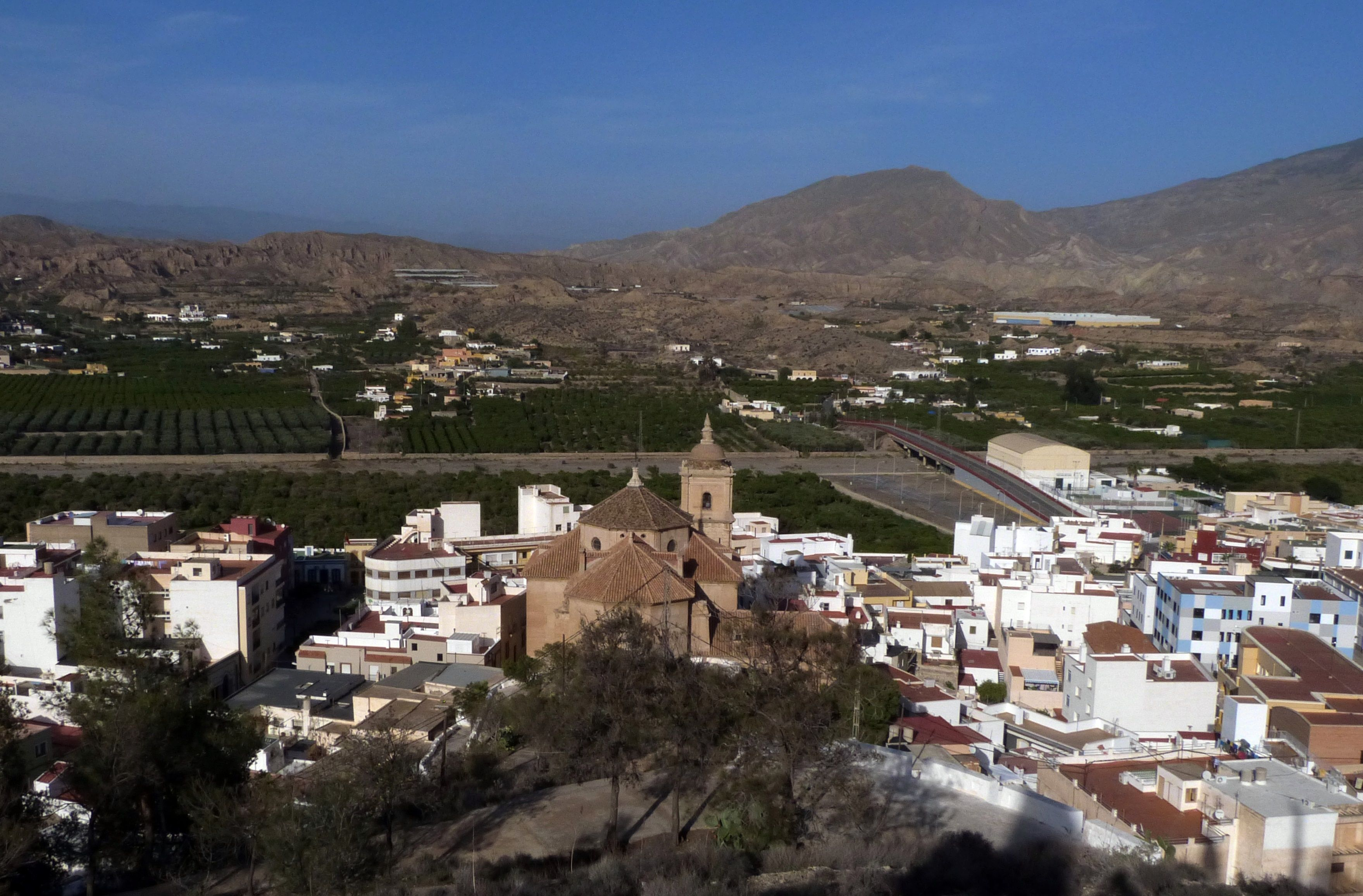
Vista de la villa de Gádor

El término municipal tiene una superficie de 87,6 km² lo que proporciona una densidad poblacional de 34,4 hab./km². La localidad se encuentra situada a una altitud de 166 m sobre nivel del mar y a 15 km de la capital de provincia, Almería. Es conocido desde hace generaciones como "Pueblo" o "Villa de la naranja" debido a sus enormes extensiones de naranjos que comprenden ambos márgenes del río Andarax a su paso por el pueblo.
Además de la cabecera municipal, Gádor cuenta también con varias entidades de población según el nomenclátor publicado por el Instituto Nacional de Estadística: Las Minas, Moscolux, Paulenca y El Ruini.

## Toponimia
Al parecer, el nombre de Gádor sería de origen íbero, derivando del término gaidur, que a su vez es una deformación de kaitur. Existe la suposición de que este vocablo pudiera a su vez derivar de gwhei-, con un significado de brillante o blanco.

## Naturaleza
Entre los espacios protegidos se encuentran:
- Paraje Natural Desierto de Tabernas: Fue creado en 1989, debido a su valor paisajísitco y geológico al ser el único subdesierto de Europa, donde destacan las cárcavas. Alberga una fauna de interés, que le ha otorgado también la protección como Zona de especial protección para las aves.[2]
- ZEC Sierra de Gádor y Enix: Es una Zona de Especial Conservación declarada en 2015, debido a su importancia natural. Alberga dos especies prioritarias de flora, además de dos hábitats prioritarios: "ecosistemas de alta montaña" y ecosistemas prioritarios". En fauna destaca la Alondra ricoti.[3]

## Historia
Villa situada a las faldas de la sierra de Gádor. De origen árabe, aunque su nombre se remonta a la cultura fenicio-ibérica. Podemos destacar en su paisaje y su actividad agrícola sus valles llenos de naranjos. Se han encontrado restos de la época romana y bizantina constatando así su poblamiento en este periodo histórico. Durante el periodo de al-Ándalus tuvo mezquita y Aljama. Se estableció un sistema de regadío, que prácticamente es el actual, y que integraba el aprovechamiento de las aguas para la agricultura y la molienda, que comienza en la fuente de los partidores atravesando distintos puntos del pueblo a nivel subterráneo, y en el siglo XVI también, para la instalación de una herrería. Con la conquista cristiana queda una población 160 habitantes, en su gran mayoría moriscos. Con la sublevación morisca y su expulsión posterior, Gádor quedará prácticamente despoblado. Su repoblación con cristianos viejos se llevará a cabo en años posteriores a la expulsión de 1570.
Durante los siglos XVII y XVIII habrá una consolidación de la nueva población en un nuevo barranco, sobre el que está asentado el pueblo actualmente. En el siglo XIX se rompe la economía tradicional agraria de los productos de huerta, aceite y seda para introducirse en el monocultivo de la uva de Ohanes y cuando decae ésta se sustituirá por la naranja. También sufrirá una importante transformación por el desarrollo minero de este siglo. Concretamente, se establecerán complejos de explotación del azufre. El aumento de población resultado del crecimiento de la actividad económica derivó en la construcción de casas de puerta y ventana, típicas en la época en toda la comarca metropolitana de Almería. Producto de esta actividad queda un interesante paisaje de arqueología industrial. Esta actividad minera se ha sustituido en la actualidad con la obtención de cementos en el paraje del Jalvo.

## Geografía humana

### Demografía
Cuenta con una población de 3067 habitantes (INE 2024).
| Gráfica de evolución demográfica de Gádor entre 1842 y 2021                                                           |
| |
| Población de derecho según los censos de población del INE. Población de hecho según los censos de población del INE. |

| 2596                      | 2577 | 2574 | 2593 | 2649 | 2676 | 2717 | 2874 | 2933 | 3226 | 3008 |
| (Fuente: INE [Consultar]) |      |      |      |      |      |      |      |      |      |      |

### Economía

#### Evolución de la deuda viva municipal
| Gráfica de evolución de Deuda viva del Ayuntamiento de Gádor entre 2008 y 2019                                |
| |
| Deuda viva del Ayuntamiento de Gádor en miles de Euros según datos del Ministerio de Hacienda y Ad. Públicas. |

## Política

### Alcaldes

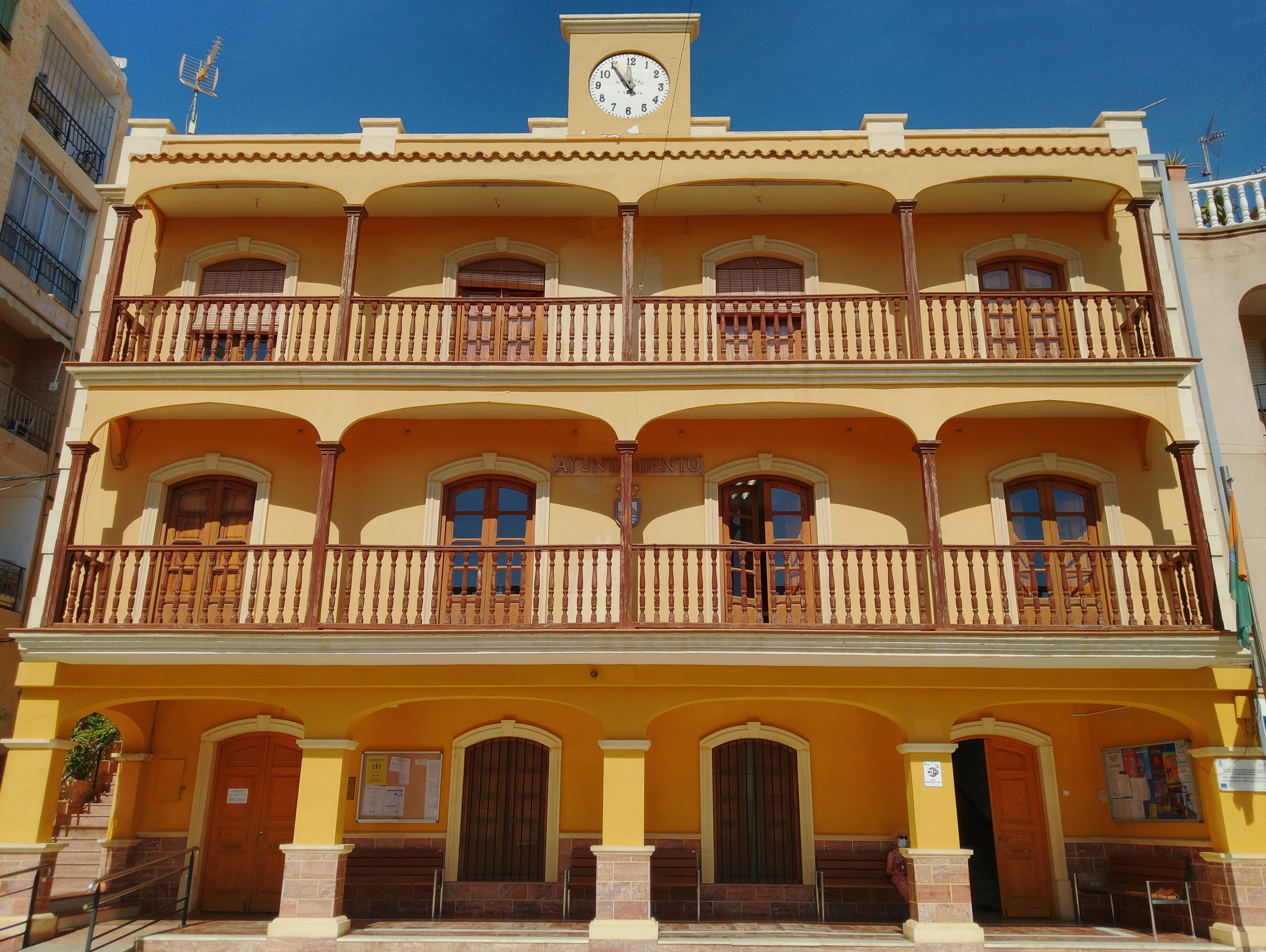
Casa consistorial de Gádor

| Periodo   | Nombre                                                                        | Partido |
| --------- | ----------------------------------------------------------------------------- | ------- |
| 1979-1983 | José Mañas Rodríguez                                                          | UCD     |
| 1983-1987 | Antonio Amate Campos                                                          | PSOE    |
| 1987-1991 | Eugenio Jesús González García                                                 | AP      |
| 1991-1995 | Eugenio Jesús González García                                                 | PP      |
| 1995-1999 | Eugenio Jesús González García                                                 | PP      |
| 1999-2003 | Eugenio Jesús González García                                                 | PP      |
| 2003-2007 | Eugenio Jesús González García                                                 | PP      |
| 2007-2011 | Eugenio Jesús González García                                                 | PP      |
| 2011-2015 | Eugenio Jesús González García                                                 | PP      |
| 2015-2019 | Eugenio Jesús González García (2015-2016) Lourdes Ramos Rodríguez (2016-2019) | PP      |
| 2019-2023 | Lourdes Ramos Rodríguez                                                       | PP      |
| 2023-act. | Lourdes Ramos Rodríguez                                                       | PP      |

## Servicios públicos

### Educación
- CEIP Soledad Alonso Drysdale.
- IES Gádor. Francisco Javier Román

## Cultura

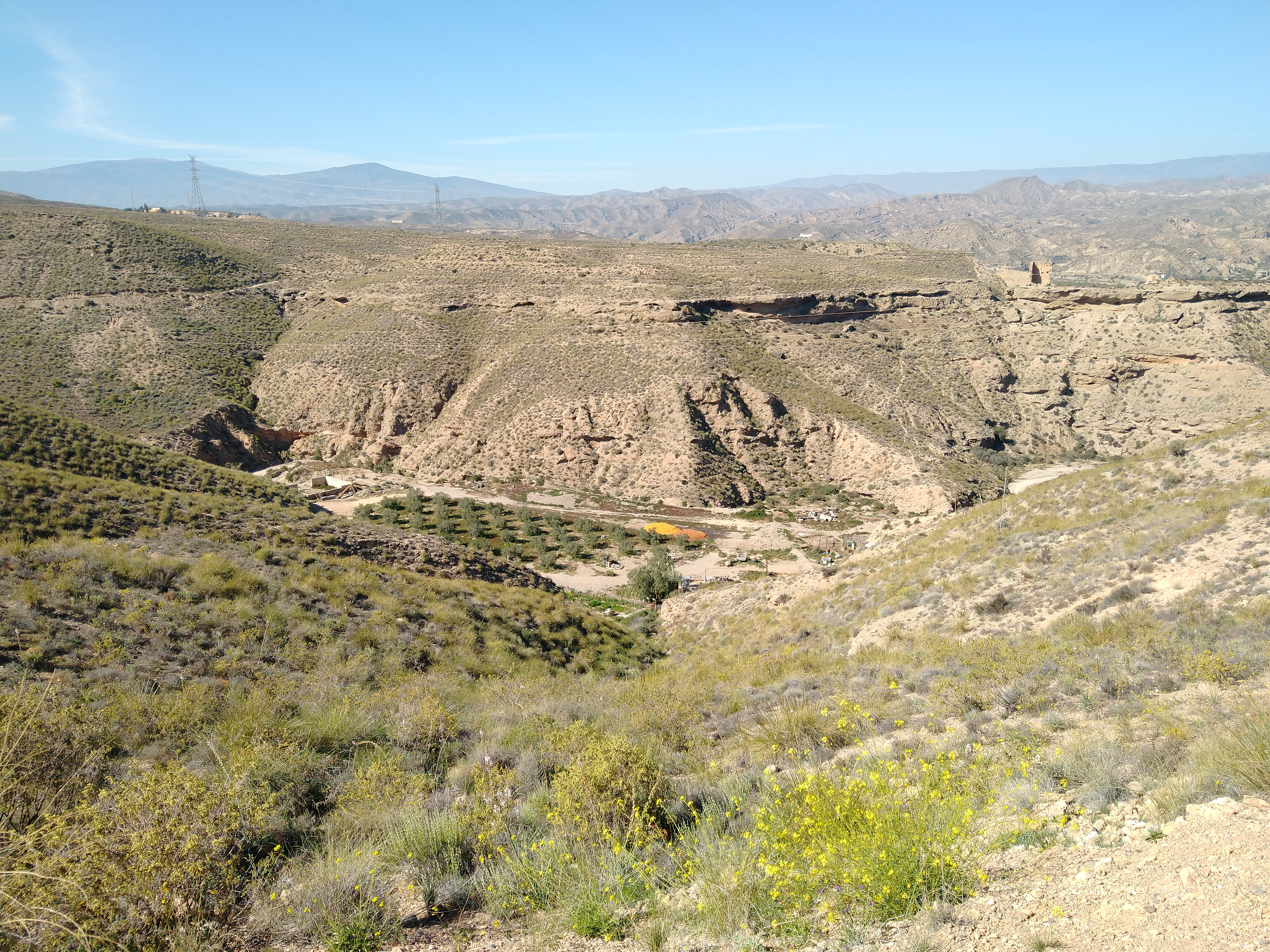
Castillejo de Gádor

También conocido como el Pueblo de la Naranja o Villa de la Naranja, hace honor a su gran mar de naranjos, lo que da a Gádor un reconocimiento nacional por la abundancia de este frutal, de los cuales desde el siglo XIX se han exportado sus frutos a todo el mundo. Es así como y durante el siglo XIX, Gádor rompe con la economía agraria tradicional que producía diversos productos de huerta como el aceite o la seda, sustituyéndola por monocultivos como la parra y después la naranja. Camino del río se encuentran dichas extensiones de cultivos.
Gádor fue llave del reino de Almería en época musulmana, rindiendo homenaje a las dos torres situadas en cada margen del río que lo atraviesa, "Andarax" (Que significa en árabe "Era de la vida"), que custodian la cruz de Constantino.

### Patrimonio

#### Iglesia de Nuestra Señora del Rosario

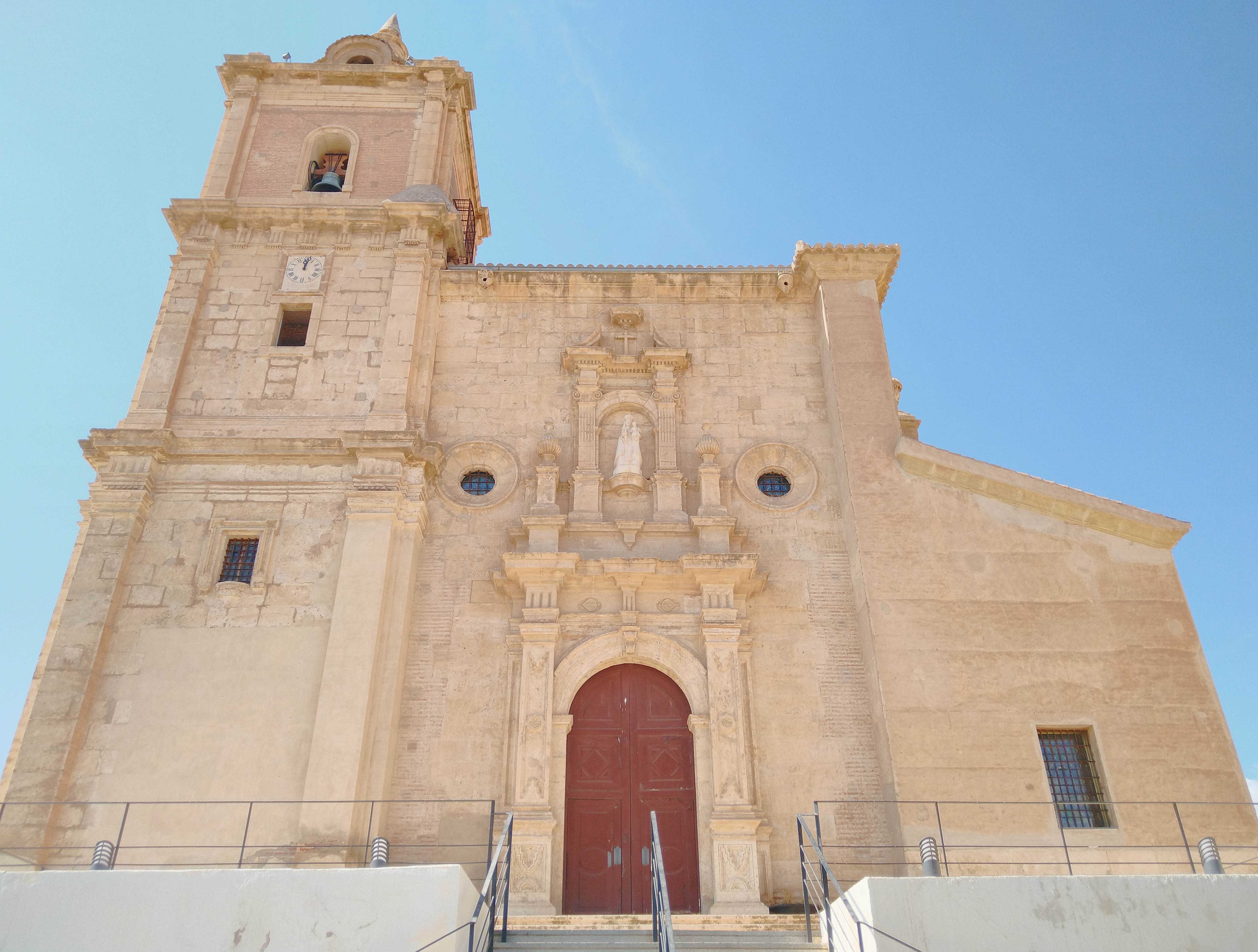
Iglesia de Santa María

Entre 1768 y 1780, se construye, debido a sucesivos proyectos de Vicente Sánchez, Manuel Ramos y del conocido Ventura Rodríguez. Una espléndida arquitectura que se alza sobre la colina central de las tres sobre las que está recostado el pueblo, mezclando así el barroco y el neoclásico, por erigirse en una época de transición entre los dos estilos, logrando ser una de las iglesias más monumentales de la provincia.

#### Cortijo de Cuatro Torres
Este imponente cortijo está dominado por la presencia de sus cuatro torres en las esquinas, que le otorgan el aspecto de fortaleza. El conjunto muestra en su fachada elementos de representación decimonónica, tal como muestra la distribución ordenada simétrica de puertas, ventanas y balcones, y un gusto historicista en su diseño con la disposición de impostas y cadenas resaltadas en los sillares de las esquinas. Junto al edificio sobresalen una chimenea de ladrillo y una caseta, relacionados con el almacén de piensos allí instalado en la posguerra. Sin embargo su uso ha sido diverso, y durante la Guerra Civil fue cárcel y hospital, después a distintos usos mercantiles.

#### Ermita de ánimas

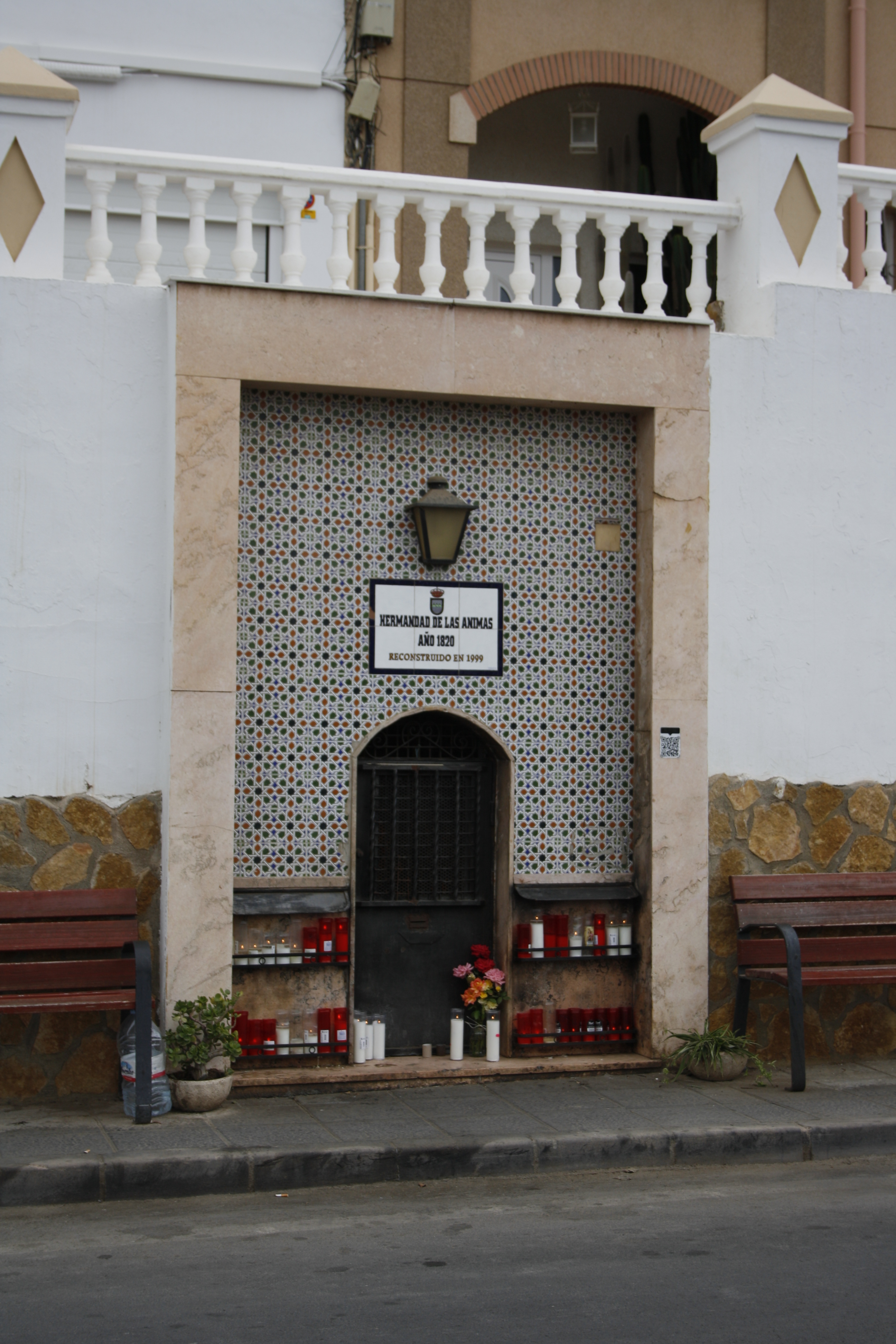
Ermita de ánimas de Gádor.

A diferencia de cualquier otra ermita de ánimas, lo que hace especial a la de Gádor es su ubicación, en un hueco del relleno que se realizó para la construcción de una calle urbana. Data originalmente del año 1820, siendo posteriormente reconstruida en 1999.

#### El Castillejo

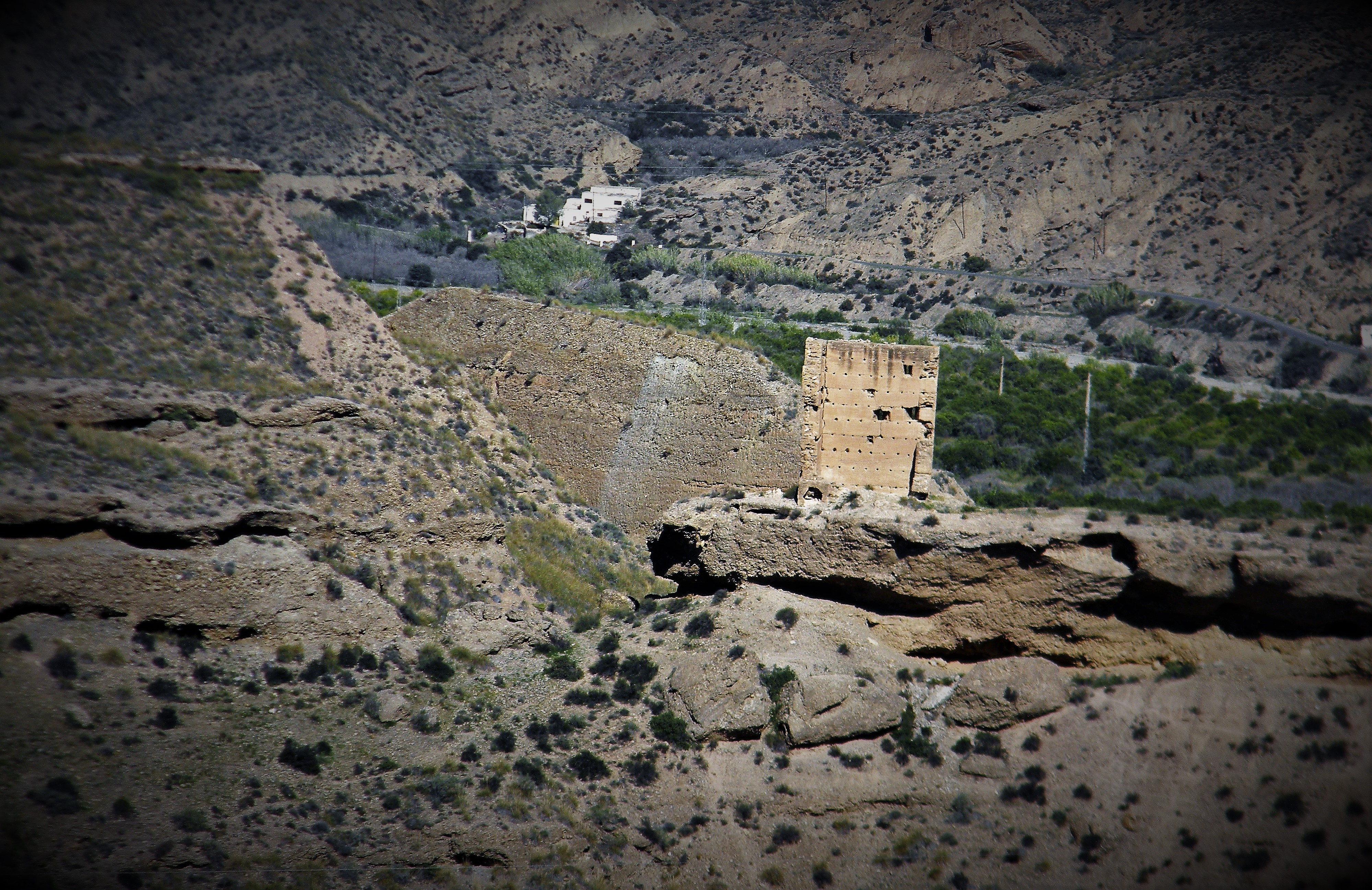
Castillejo de Gádor

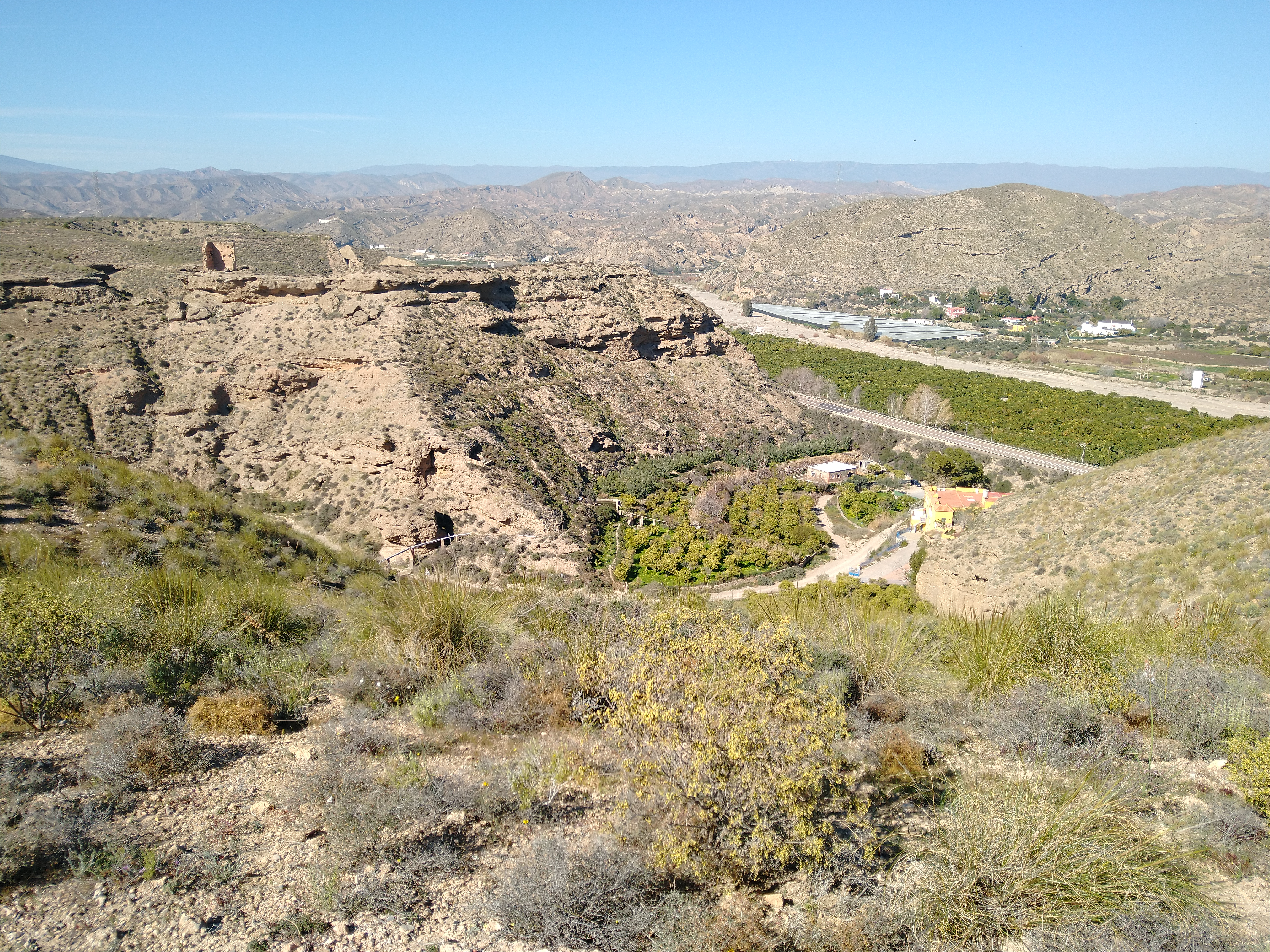
Castillejo de Gádor

Importante lugar arqueológico con diferentes fases de ocupación. Es importante para conocer la organización del Valle del Andarax y más teniendo en cuenta su proximidad al yacimiento calcolítico de Los Millares. Hay evidencias, aunque escasas, de una posterior ocupación en la Antigüedad tardía, y vuelve a ser ocupado y fortificado durante la Edad Media, siendo visibles aún parte de sus defensas, donde se vigilaba toda esta parte del valle de entrada a la capital además de ser refugio para los habitantes de posibles ataques. Aparte de dos paredes existentes a día de hoy de una de las torres, quedan restos de un recinto amurallado. Fue declarado Bien de Interés Cultural (BIC) un 29 de junio de 1985.

#### La Fuente de los Partidores
Se estableció en esta Villa un sistema de regadío muy similar al que tenemos hoy día y que abastecía con su aprovechamiento a la agricultura y la molienda, allá por el siglo XVI. En distintos puntos de la Villa existen, a día de hoy, varios de los que fueron accesos a éstos sistemas de regadío: el más importante y el principal es la Fuente de los Partidores, construcción situada en la barriada de Jacalgarín. En cuanto a su estado, se encuentra en una avanzada fase de deterioro, conservando la estructura de su base y únicamente una de tres de sus cúpulas externas que cubren el acceso a distintos canales subterráneos del complejo.

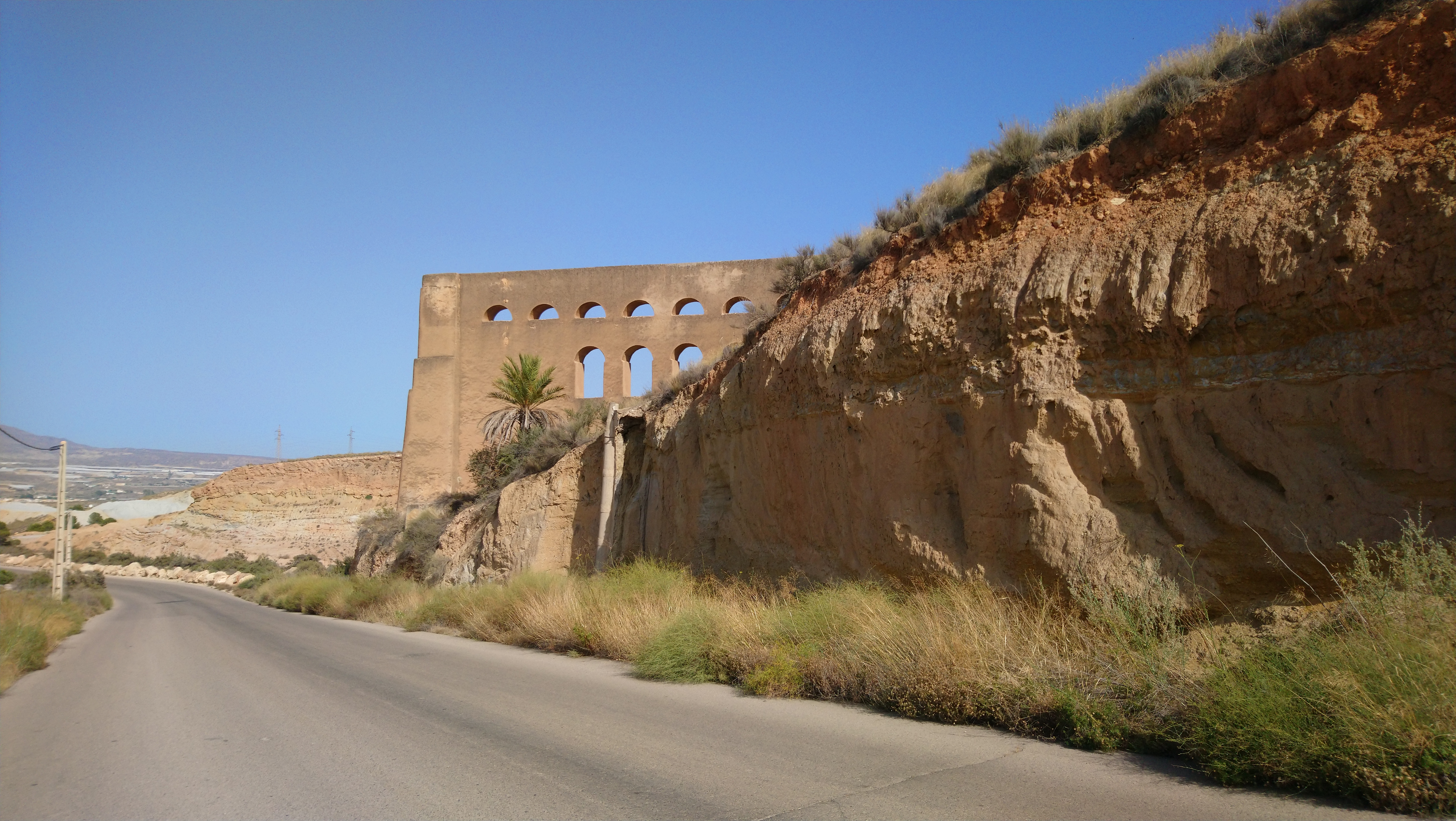
El caz de Araoz

#### El caz y cubo del marchal de Araoz
Situado en el margen de la Fábrica de Cemento, el Caz y cubo de Araoz son uno de los vestigios del antiguo sistema de regadío de la época. Su estado de conservación es impecable.

#### Necrópolis Megalítica de Gádor
Está formado por el grupo funerario de Gádor, Loma de Los Mudos, Rambla de las Balsas, Tajos Coloraos Coto de Don Diego, Jacalgarín, Llanos de Retamar,Llanos del Ron y Jalbos

#### Otros conjuntos arqueológicos
QuicilianaNecrópolis del Ruinín incluida en la necrópolis de Llanos de Reina 

### Patrimonio cultural inmaterial
- Festividad de San Sebastián: Es una celebración llevada a cabo en el fin de semana más cercano al 20 de enero, donde destacan la celebración de misa y procesión y la elaboración de unas migas comunales. El primer día de las fiestas se celebra una misa acompañada por el coro "Las Tres Colinas de Gádor". Después, se procesiona al santo por el pueblo. El segundo día de fiestas, se elaboran unas migas comunales en el paraje de la Zorracana. El origen de este evento es en el 2003, cuando el ayuntamiento hizo unas migas comunales para el pueblo. Después los propios vecinos han ido elaborando sus propias en el paraje con la harina que les facilita el ayuntamiento para la festividad.[27]
- Carnaval[27]
- Jueves Lardero: Se realiza el jueves anterior al miércoles de ceniza, la segunda semana de febrero. Es una jornads gastronómica y de convivencia entre familiares y vecinos, donde destaca sobremanera el hornazo, que se va haciendo a lo largo de las horas anteriores en panaderías, habiéndose perdido la costumbre de hacerlo cada vecino en casa. Este se come con habas crudas y embutidos por la mañana,o con chocolate por la tarde.[28][27]
- Semana Santa[29][30]
- Virgen del Rosario: Patrona de la Villa de Gádor, celebra su semana grande en la segunda semana de octubre, coincidiendo con la festividad de la Virgen del Pilar.[27]
- Cruz de Mayo[27]

### Eventos culturales
- Feria y Fiestas en honor a la Virgen del Rosario: se celebran en el mes de octubre.
- Representación de la Pasión Viviente de Cristo: Se realiza todos los años en el mes de marzo o abril, en las semanas previas a Semana Santa.
- Canciones de la faena de la naranja: eran cantadas por las mujeres jornaleras que seleccionaban y emoaquetaban las naranjas, en jornadas arduas y monótonas.[31]

### Gastronomía

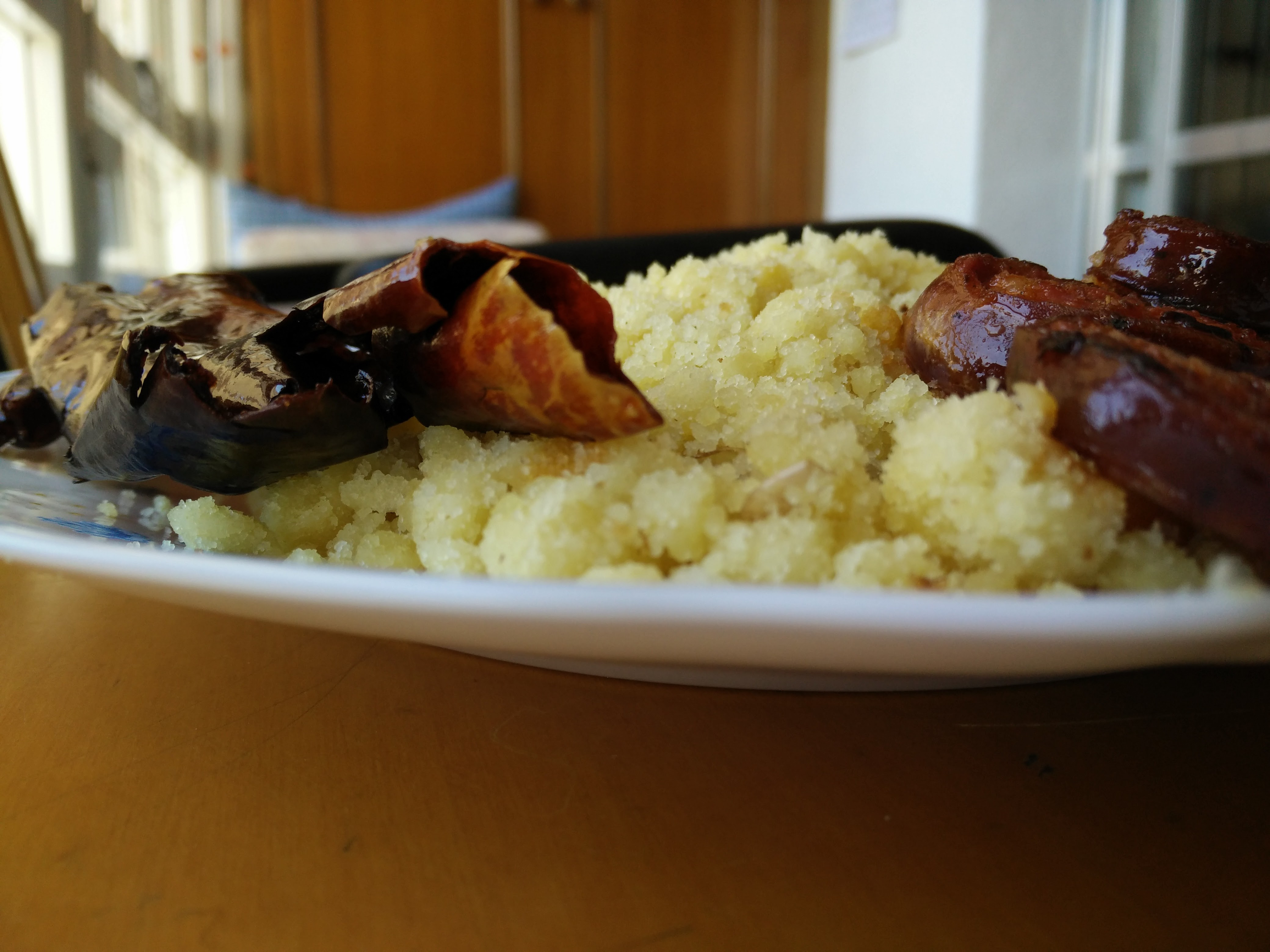
Migas

Ubicado en la comarca del Bajo Andarax , destacan las migas]], la berza, la pipirrana, los gurullos con conejo, las gachas, las acelgas esparragas, el ajillo, el ajoblanco, el arroz con chapas, la fritailla de calabaza o de carne, el pimentón, el potaje de bacalao o dulces como el arroz con leche, las talvinas, los roscos fritos o los papaviejos, además de los que usan a a la naranja como ingrediente protagonista, dado la gran importancia que tiene el cultivo de estos cítricos en el Bajo Andarax, lo que llevado a la celebración del Día de la naranja, con un mercadillo, y actividades varias.
Por otra parte Gádor ha ido celebrando mercadillos gastronómicos dominicales.

## Deporte
Gádor ha sido y es, a día de hoy, cuna del deporte en toda la provincia de Almería.[cita requerida] A día de hoy, su club de fútbol compite en ligas de 2.ª División de Fútbol Sala. Entre sus antiguas y primeras instalaciones deportivas, cabe recordarmos el Frontón de la Plaza de la Ermita, donde comenzaron sus primeros pasos grandes jugadores de este deporte como Juan Bonachera Amate (1949 - 2017), pelotari gadorense reconocido a nivel nacional. 
Por otra parte, en el municipio se ubica el campo de fútbol Paraje del Ron, situado en el actual Llano del Ron en las afueras de la Villa de Gádor, donde se ubican las fábricas de zumo Don Simón y Cítricos del Andarax.

### Eventos deportivos
En Gádor se celebra anualmente la Rallycrono Villa de Gádor, una prueba automovilística.